# Lesignano Palmia
Lesignano Palmia, nota anche come Lesignano di Palmia, è una frazione, già capoluogo municipale tra il 1806 e il 1924, del comune di Terenzo, in provincia di Parma.
La località dista 2,77 km dal capoluogo.

## Geografia fisica
La località sorge alla quota di 453 m s.l.m., sul versante destro della val Sporzana, ai margini della val Baganza.

## Storia
In epoca medievale a presidio della zona fu edificato a Palmia un castello, per volere di una delle casate de Comitatu Parmensi; nel 1054 Rodolfo da Viarolo lo acquistò dal suo familiare Alberto da Viarolo, figlio di Magnifredo.
In seguito il feudo passò ai nobili da Palmia, che nel 1343 lo alienarono a Rolando, Ugolino e Andreasio de' Rossi.
Nel 1493 fu edificata a Lesignano Corte di Palmia la cappella, dipendente dalla vicina pieve di Bardone.
Nel corso del XVI secolo la zona fu assegnata ai conti Bajardi, che ne mantennero il possesso fino all'abolizione dei diritti feudali sancita dai decreti napoleonici del 1805.
All'inizio dell'anno seguente fu costituito il nuovo comune (o mairie) di Selva del Bocchetto, dopo pochi mesi ribattezzato Lesignano Palmia; la sede fu spostata nel 1811 a Boschi di Bardone, ove rimase fino al 1914; nel 1924 il comune fu rinominato Terenzo, dal centro abitato in cui fu collocata definitivamente la sede municipale.

## Monumenti e luoghi d'interesse

### Chiesa dell'Annunciazione di Maria Vergine

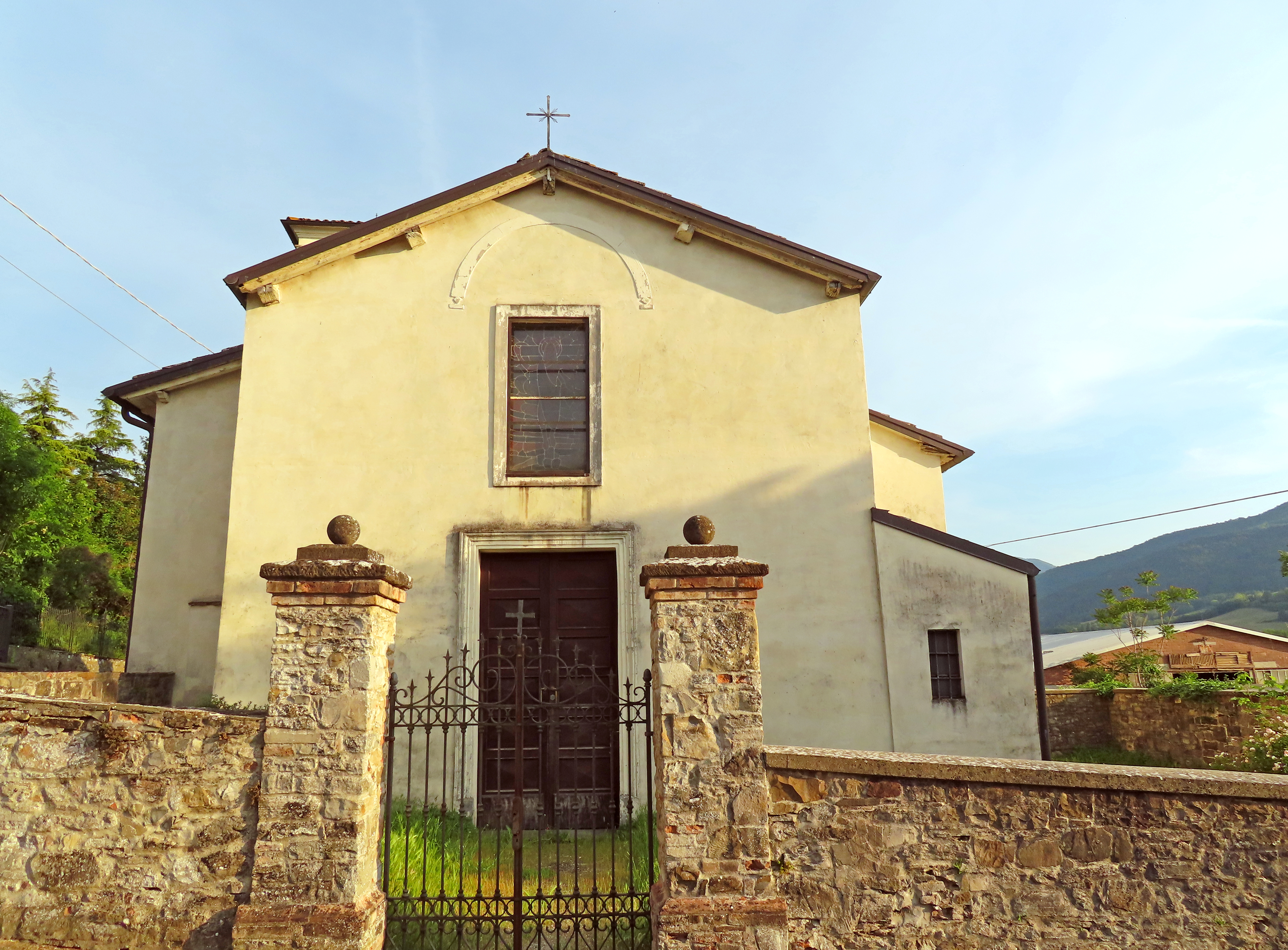
Chiesa dell'Annunciazione di Maria Vergine

Edificata originariamente nel 1493, la chiesa fu completamente ricostruita nella prima metà del XVII secolo; dotata del campanile nel 1649, fu intonacata esternamente e decorata internamente tra il 1950 e il 1960; risistemata nelle coperture tra il 1970 e il 1975, fu completamente restaurata e consolidata strutturalmente tra il 2003 e il 2004. Il semplice luogo di culto, ornato con lesene e un affresco nella zona presbiteriale, conserva un antico altare maggiore in marmi policromi, ricollocato nel 2004 nella cappella sinistra.